# Grande Rivière (Percé)
Pour les articles homonymes, voir Grande Rivière.
La Grande Rivière coule dans les cantons de Power, de Joncas, de Pellegrin et de Rameau, dans le territoire non organisé de Mont-Alexandre, ainsi que dans la municipalité de Grande-Rivière (Québec), dans la municipalité régionale de comté (MRC) Le Rocher-Percé, dans la région administrative de la Gaspésie-Îles-de-la-Madeleine, au Québec, au Canada.
La Grande Rivière est un affluent de la rive Nord de la Baie-des-Chaleurs ; cette dernière s'ouvre vers l'Est sur le golfe du Saint-Laurent.

## Géographie
La Grande Rivière prend sa source de ruisseaux de montagne dans le territoire non organisé de Mont-Alexandre (canton de Power). Cette source est située à :
- 0,5 km à l'Est de la limite des cantons de Power, de Vondenvelden et de Sirois ;
- 1,6 km au Sud de la limite du canton de Laforce ;
- 1,6 km à l'Est du cours de la rivière Saint-Jean Sud ;
- 52,8 km au Nord du pont de la route 132 enjambant la Grande Rivière, tout près de sa confluence.

À partir de sa source, la Grande Rivière coule sur 70,1 km surtout en milieu forestier, répartis selon les segments suivants :
Cours supérieur de la Grande Rivière (segment de 33,9 km)
- 1,6 km vers le Sud-Est, jusqu'à la confluence d'un ruisseau (venant du Nord) ;
- 4,5 km vers le Sud-Est, jusqu'à la confluence d'un ruisseau (venant du Nord-Est) ;
- 2,1 km vers le Sud, jusqu'à la confluence d'un ruisseau (venant du Nord-Ouest) ;
- 1,6 km vers le Sud, jusqu'à la confluence d'un ruisseau (venant du Nord-Ouest) ;
- 0,2 km vers le Sud-Est, jusqu'à la confluence d'un ruisseau (venant du Sud-Ouest) ;
- 1,8 km vers l'Est, jusqu'à la confluence d'un ruisseau (venant du Nord) ;
- 2,6 km vers l'Est, en passant au sud de la Montagne Blanche, jusqu'à la confluence du ruisseau de la coulée de la Montagne Blanche (venant du Nord) ;
- 1,0 km vers l'Est, jusqu'à la confluence d'un ruisseau (venant du Nord) ;
- 4,6 km vers l'Est, jusqu'à la confluence du ruisseau de la coulée Louis-Cabot (venant du Nord) ;
- 2,9 km vers l'Est, jusqu'à la limite du canton de Joncas ;
- 2,6 km vers l'Est dans le canton de Joncas, jusqu'à la route forestière qui correspond aussi à la confluence d'un ruisseau (venant du Nord) ;
- 2,6 km vers l'Est, jusqu'à la confluence d'un ruisseau (venant du Nord) ;
- 3,4 km vers l'Est, jusqu'à la confluence d'un ruisseau (venant du Nord) ;
- 0,8 km vers l'Est, jusqu'à la confluence d'un ruisseau (venant du Nord) ;
- 1,6 km vers l'Est, jusqu'à la confluence de la Grande Rivière Nord (Percé). Note : cette zone est désignée Les Trois Fourches, en faisant référence à la confluence de la Branche de l'Est, de la Grande Rivière Nord et la Grande Rivière.

Cours inférieur de la Grande Rivière (segment de 36,2 km)
À partir de la confluence de la Grande Rivière Nord (Percé), la Grande Rivière coule sur :
- 0,3 km vers l'Est dans le canton de Joncas, jusqu'à la confluence de la Branche de l'Est (venant du Nord-Est) ;
- 4,5 km vers le Sud-Est, jusqu'à la limite du canton de Pellegrin ;
- 3,0 km vers le Sud-Est dans le canton de Pellegrin, jusqu'à la limite du canton de Rameau ;
- 11,3 km vers le Sud-Est dans le canton de Rameau, jusqu'à la confluence de la Grande Rivière (venant du Nord) ;
- 2,5 km vers le Sud-Est, en passant à côté de l'île des Cèdres, jusqu'à la limite du territoire de la ville de Grande-Rivière ;
- 3,1 km vers le Sud-Est, jusqu'à la confluence de la rivière à Gagnon (venant de l'Est) ;
- 1,9 km vers le Sud-Ouest en traversant "Le Rapide Blanc", jusqu'à la confluence de la Grande Rivière Ouest (venant de l'Ouest) ;
- 4,6 km vers le Sud-Est en traversant les deux Rapide Croche, jusqu'à la confluence du ruisseau Montagnais (venant de l'Est) ;

- 2,1 km vers le Sud-Ouest, jusqu'à la confluence de La Grande Golée ;
- 2,0 km vers le Sud, jusqu'au pont du chemin de fer du Canadien National ;
- 0,9 km vers le Sud-Est, en passant sous le pont de la route 132 et en traversant le village de Grande-Rivière, jusqu'à la confluence de la rivière[2].

La Grande Rivière se déverse sur la rive Nord de la Baie-des-Chaleurs. Cette confluence est située à :
- 5,5 km à l'Est de la confluence de la rivière du Petit Pabos ;
- 4,1 km à l'Ouest de la confluence de la rivière de la Brèche à Manon ;
- 11,6 km au Nord du pont de la route 132 enjambant la Grande Rivière (Percé) à la hauteur du village de Grande-Rivière.

## Toponymie
Le toponyme « Grande Rivière » a été officialisé le 5 décembre 1968 à la Commission de toponymie du Québec.